# Абдулов Віталій Зінурович
Абду́лов Віта́лій Зіну́рович (рос. Абдулов Виталий Зинурович, *15 березня, 1970) — російський кіноактор.

## Біографія
Віталій Абдулов народився 15 березня 1970 року в місті Глазов Удмуртської АРСР. В 1973 році сім'я переїхала до Іркутська. В шкільні роки Абдулов серйозно займався баскетболом — грав за молодіжну збірну міста. Після школи вступив до Іркутського енергобудівного технікуму за спеціальністю технік-будівник.
Пройшовши службу в армії, Абдулов довгий час шукав своє місце в житті, змінив багато професій — працював будівником-монтажником, адміністратором кафе і, навіть, охоронцем. В 1997 році вирішив кардинально змінити своє життя, вступив до Іркутського театрального училища до педагога Дулової Валентини Олександрівни. На випускних екзаменах в 2000 році була присутня Фірсова Ольга Василівна, педагог з ГІТІСу. Проглянувши дипломні спектаклі, вона рекомендувала Віталію поїхати до Москви, щоб там продовжити акторську кар'єру. Абдулов вступив до школи-студії МХАТу, яку закінчив в 2004 році.
В кіно Віталій Абдулов почав зніматись в 2001 році, ще будучи студентом. Тоді це були епізодичні ролі охоронців та міліціонерів. У 2004 році Абдулов отримав роль Євсеєва в серіалі «Солдати», яка принесла йому першу популярність.

## Фільмографія
- 2001 — Громадянин начальник — охоронець
- 2002-2004 — Шукшинські розповіді, епізод «Ораторський прийом»
- 2003 — Антикілер-2 — мент
- 2003 — Стилет — охоронець
- 2004 — Далекобійники-2 — боксер
- 2004 — Московська сага
- 2004 — МУР є МУР — Арнольд Шульгін
- 2004 — Перевага Борна — таксист
- 2004 — Солдати — Євсеєв
- 2005 — Каменська-4 — кілер
- 2005 — Перший після Бога — дизеліст підводного човна Осика
- 2005 — Фірмова історія — Гриша
- 2006 — Квиток в гарем
- 2006 — Спекотний листопад — Загибайлов
- 2007-2009 — Кадетство — помічник мера
- 2007 — Параграф-78
- 2007 — Павутина — верзила
- 2007 — Путейці
- 2007 — Руд та Сем — старший охорони боса
- 2007 — Солдати. Новий рік, твою дивізію!
- 2008 — Ранетки — фізрук Степнов Віктор Михайлович
- 2008 — Застава Жиліна — капітан Зуров
- 2009 — Хрест у колі — Плешаков
- 2009 — Дистанція
- 2011 — «Жила-була одна баба» — епізод